# 何塞·威爾遜·桑切斯
何塞·威爾遜·桑切斯是一名玻利維亞軍官，於2024年玻利維亞未遂政變後擔任玻利維亞陸軍總司令。

## 2024年未遂政變
2024年6月26日，玻利維亞陸軍司令胡安·何塞·蘇尼加將軍企圖對路易斯·阿爾塞總統發動政變，他派遣部隊乘坐裝甲車奪取了該國行政首都拉巴斯的穆里略廣場，並衝進總統府人民之家。
在未遂政變期間，阿爾塞任命了玻利維亞陸海空三軍的新首領，同時聲稱起兵反抗他的軍隊「玷污了軍裝」。阿爾塞任命桑切斯為新的陸軍總司令和總指揮。桑切斯的第一項行動就是命令所有參與政變的部隊退下並返回軍營。命令下達後，部隊迅速撤離了廣場。